# Station Sterkowiec
Station Sterkowiec is een spoorwegstation in de Poolse plaats Sterkowiec.